# Friedrich Anton Louis Sckell

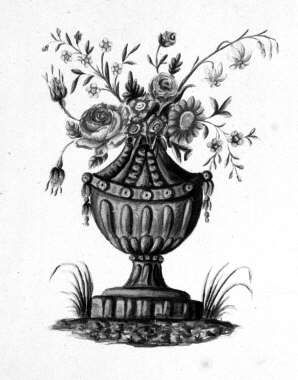
Aquarell von Friedrich Anton Louis Sckell

Friedrich Anton Louis Sckell (1796  in Eisenach – 1844 ebenda) war Gartenbaukondukteur in Belvedere bei Weimar.
Er entstammt der Maler- und Gärtnerfamilie der Sckell. Sein Vater Johann Conrad Sckell war Hofgärtner auf Belvedere beziehungsweise ab 1841 Hofgärtner in Eisenach. Unter ihm und seinem Vater wurden auf Belvedere umfangreiche Arbeiten durchgeführt. Das heutige Bild von Belvedere trägt im Wesentlichen ihr Gepräge. Louis Sckell erarbeitete 1830 einen umfangreichen Catalog der verschiedenen Plans, wo unter der Rubrik Garten-Risse auch ältere Risse u. a. von Franz Ludwig Güssefeld des Gebietes des Ilmparks, der Wiesen von Oberweimar.